# بافل كوكا
بافل كوكا (بالتشيكية: Pavel Kuka)‏، من مواليد 19 يوليو 1968 في براغ، لاعب كرة قدم تشيكي سابق.
بدأ مسيرته الكروية مع نادي سلافيا براها في عام 1989، ولعب معهم حتى عام 1993، وفي عام 1994 لعب مع نادي كايزرسلاوترن الألماني، ولعب معهم حتى عام 1998، ولعب مع نادي نورنبرغ في موسم 1998/1999، ولعب مع نادي شتوتغارت في موسم 1999/2000، وعاد إلى نادي سلافيا براها في عام 2000، ولعب معهم حتى عام 2005.
و قد لعب مع منتخب تشيكوسلوفاكيا لكرة القدم 24 مباراة دولية وسجل 7 أهداف، ولعب مع منتخب التشيك لكرة القدم 63 مباراة وسجل 22 هدف.

## روابط خارجية
- بافل كوكا على موقع الاتحاد الأوربي (الإنجليزية)
- بافل كوكا على موقع الاتحاد التشيكي (الإنجليزية)
- بافل كوكا على موقع قاعدة بيانات كرة القدم.إي يو (الإنجليزية)
- بافل كوكا على موقع بيانات كرة القدم. دي إي (الألمانية)
- بافل كوكا على موقع ناشيونال فوتبول تيمز (الإنجليزية)
- بافل كوكا على موقع Soccerway.com (الإنجليزية)
- بافل كوكا على موقع عالم كرة القدم.نت (الإنجليزية)